# Anthropogonie
Als Anthropogonie (früher auch Anthropogenie; von altgriechisch ἄνθρωπος ánthrōpos, deutsch ‚Mensch‘, und γένεσις génesis ‚Werden‘, ‚Entstehung‘) bezeichnet man eine religiöse oder philosophische Lehre oder einen Mythos von der Entstehung der menschlichen Spezies. Solche Erzählungen sind meist eingebettet in Kosmogonien (Schöpfungsmythen) über die Entstehung des Himmels und der Erde.
Auch naturwissenschaftliche Theorien zur Phylogenese und Ontogenese des Menschen wurden früher als Anthropogonien bezeichnet; heute bezeichnet man die Stammesgeschichte des Menschen als Anthropogenese (engl.: anthropogeny).

## Frühe Anthropogonien

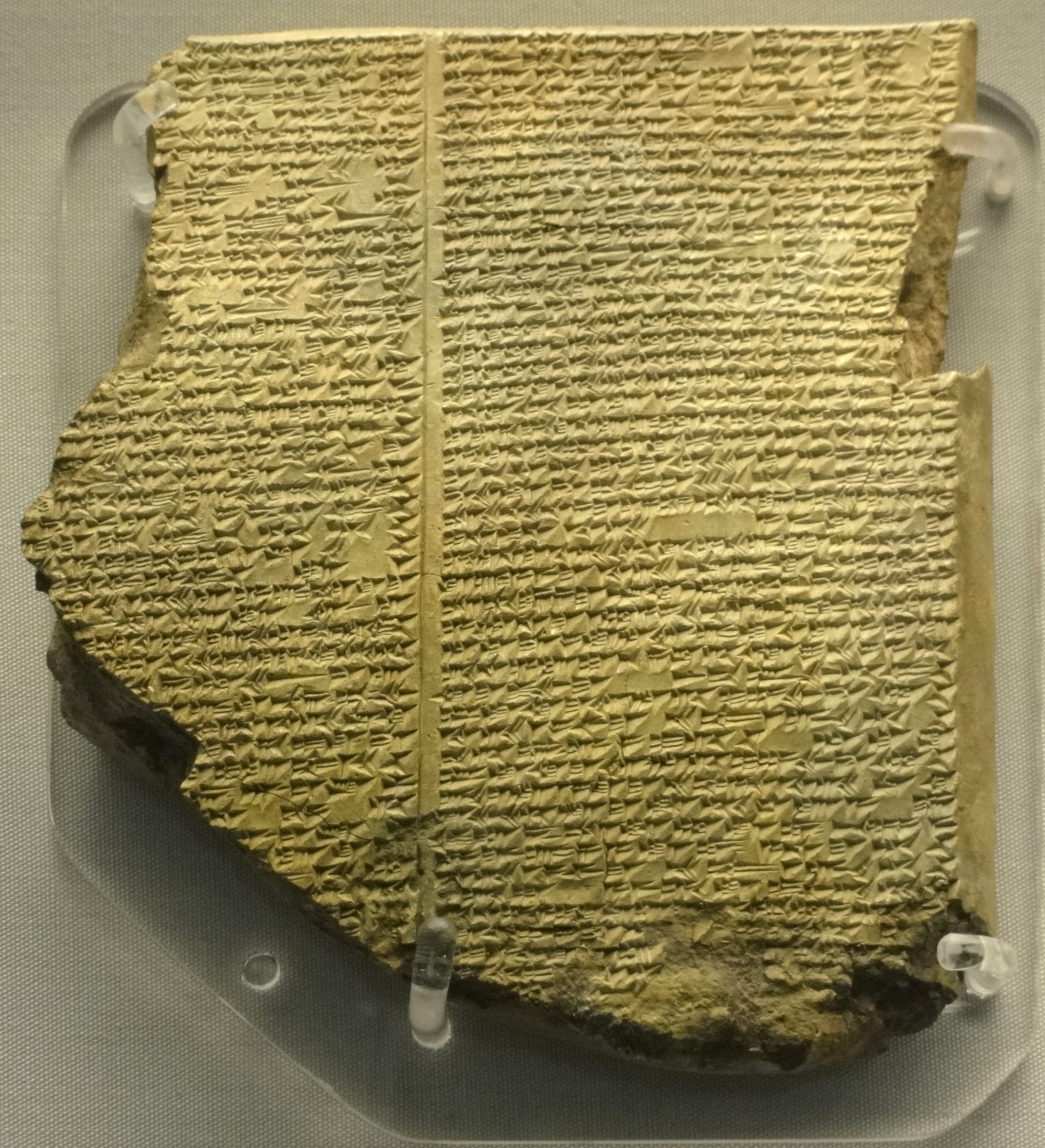
Tafel 11 mit der Sintflut-Erzählung aus der Bibliothek des Aššurbanipal

In der altorientalischen und in der griechischen Mythologie, aber auch in der Edda setzte die Anthropogonie (und oft auch die Kosmogonie) stets auch eine Theogonie voraus, d. h. zunächst war der Ursprung der Götter zu klären, bevor erklärt werden konnte, wie diese die Welt und den Menschen schufen. So wird im Rahmen des babylonischen Schöpfungsmythos Enūma eliš die Anthropogonie als ein Werk der Götter beschrieben.
Das Atraḫasis-Epos und das jüngere Gilgamesch-Epos beschreiben ähnliche Geschehensverläufe wie die biblische Anthropogonie in der Genesis, für die sie offenbar als Vorbild dienten. Lehm oder Stein spielen hierbei eine bedeutende Rolle; die Schöpfer formen den Menschen wie eine Skulptur. Möglicherweise dient diese Erklärung dazu, die dem Inzesttabu entgegenstehende Vorstellung zu vermeiden, dass die gesamte Menschheit von einem einzigen Götterpaar abstammt. In vielen Anthropogonien entstammt die Menschheit der Götterwelt daher erst über mehrere Zwischenstufen von Halbgöttern und Heroen. Von der Aristokratie vieler Völker (so vom japanischen Tenno) wird angenommen, dass sie direkt dem Himmel entsprossen sei oder vom Sonnengott abstamme.
Die Erzählung im Buch Genesis eliminiert erstmals die altorientalische Vorstellung der Beteiligung einer Vielzahl der altorientalischen Götter an der Anthropogenese: Hier wird nicht mehr ein Gott geschlachtet, um mit seinem Blut einen aus Lehm geformten Menschen zum Leben zu erwecken; vielmehr wird diesem der göttliche Odem eingeflößt. Auch ist in der biblischen Erzählung die Anthropogenie nicht mehr eng mit Naturprozessen verbunden (etwa mit einem Urmeer oder einem Urbaum), sondern reduziert sich auf einen historischen Schöpfungsakt, eine einsame Tat Jehovas, wie der Naturphilosoph und Schelling-Anhänger Johann Jakob Wagner zuerst bemerkte. Allerdings findet sich in der Genesis immer noch die Spur einer animistischen Erklärung der Anthropogonie: Hinter dem Mythos der Urmutter Eva verbirgt sich die Vorstellung, dass die Schlangen unsere Vorfahren, die Tiere also unsere Verwandten sind, mit denen wir sprechen können.
In der griechischen Mythologie stammen die Menschen aus dem Blut der Titanen oder sie wurden von Zeus aus der Asche der vom Blitz erschlagenen Titanen geschaffen. Diese hatten auf Heras Veranlassung seinen mit Semele gezeugten Sohn Dionysos (Zagreus) verschlungen. So entstand aus den Resten des Zagreus und der Asche der Titanen der Mensch, der aus guten dionysischen (leiblichen) und bösen titanischen (seelischen) Elementen besteht – eine Erinnerung an die alten Rituale der Orphiker. In jüngeren Erzählungen (zuerst überliefert in Hesiods Theogonie um 700 v. Chr.) bildet der aus dem Titanengeschlecht stammende Prometheus den Menschen aus Lehm und Wasser.
Im mittelpersischen, ursprünglich jedoch vor-zoroastrischen Bundahischn entsteht das erste Menschenpaar aus einem Pflanzenstamm; sie trennten sich später, und der Schöpfergott Ahura Mazda goss die zuvor bereitete Seele in sie. Auch der nordische Mythos von Ask und Embla beschreibt die Anthropogenie als Werk der Götter, die die ersten Menschen aus leblosem Holz bzw. Bäumen schufen, wie dies in ähnlicher Form in der Mythologie anderer indoeuropäischer Völker und in einigen Mythen Amerikas, Indonesiens oder Australiens der Fall ist. Für Irokesen und Mandan sowie für viele zirkumpolare Völker ist der Mensch aus der Erde entsprossen. Auch in der finnischen Mythologie wird zumindest in einer Quelle Väinämöinen als Schöpfer der Menschen aus zwei im Meer wachsenden Baumstümpfen angegeben. Im Mythos des Ingermanlandes schafft Kullervo die ersten beiden Kinder aus einem ungepflügten Grashügel. Im buddhistischen Ostasien gibt es keinen expliziten Bericht über die Anthropogonie. Die Tibeter nehmen jedoch eine Abstammung der Menschen von einem Affenpaar an.

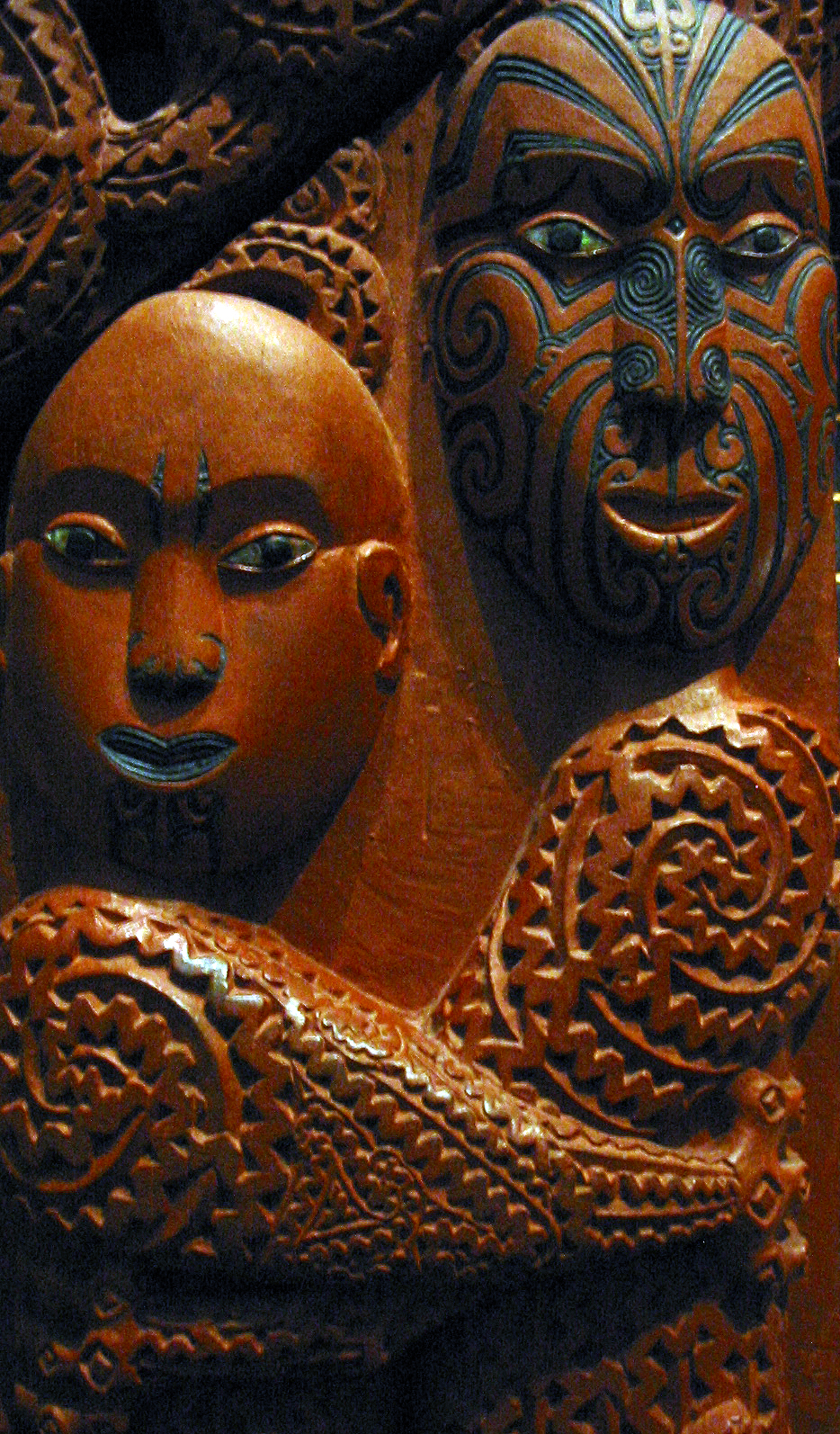
Papa und Rangi, der Himmelsvater und die Erdmutter

In vielen Mythen der Völker Nord- und Ostasiens, Melanesiens, Mikronesiens und Polynesiens erfolgt die Geburt des ersten Menschen aus einer Insel oder einem Ei oder durch Trennung des innig verbundenen Urelternpaars Rangi und Papa. Oft handelt es sich bei den ersten Menschen zugleich um den Urahnen oder auch ersten Schamanen des Clans, so bei den Jakuten, wo die Schamanen in Nestern eines adlerähnlichen Mutterraubvogels auf einer Tanne aus dem Ei schlüpfen. In Berichten über Schamanen wird auch berichtet, dass sie in ihren Trancezuständen häufiger die Anthropogenie durchleben, so wie sie in ihren Mythen berichtet wird.
Die Maya gingen davon aus, dass die Götter die Menschen erschufen, um sich anbeten zu lassen. Es handelt sich bei dieser Erzählung aus dem Popol Vuh um die interessante Variante einer evolutionären Anthropogonie: Der Mensch wird aus Mais geknetet. Das gelingt erst nach mehreren erfolglosen Versuchen, durch die gefühllose Wesen, sprachlos bleibende Tiere und stammelnde Affen geschaffen wurden, die zur Anbetung nicht in der Lage waren.

## Dualistische und monistische Konzepte der Anthroponie
Religionen, die den Körper-Seele-Dualismus besonders betonen (und damit zu einer Abwertung der körperlichen Welt neigen), haben eine dualistische Vorstellung der Anthropogonie entwickelt, bei denen die Erschaffung des Körpers und seine „Begabung“ mit der Seele getrennt und auch durch zwei verschiedene Wesenheiten erfolgen. So erschafft in der Mythologie der Mandäer Ptahil zuerst den körperlichen Adam, dann belebt er ihn mit Hilfe Ruhas, der Mutter der irdischen Welt, durch eine Seele. In anderen manichäischen Texten erfolgt diese Schöpfung jedoch in einem Akt (monistisches Konzept).
Oft ist mit dualistischen Konzepten der Anthropogonie eine Abwertung der Frau verbunden. So bestehen deutliche Beziehungen zwischen der biblischen Eva als Urheberin des Sündenfalls dem Mythos der Pandora andererseits, was seinen Niederschlag noch in der jüngeren Metapher der „Hure Babylon“ findet. Eine Parallele zu Büchse der Pandora findet sich im Glauben der Ismaeliten, für die das weibliche Prinzip das Unheil in Form der Materie, in der die ursprünglich rein geistige menschliche Seele nun gefangen ist, in die Welt gebracht hat.

## Doppelte Anthropogonie
Interpretationsprobleme bereitet die doppelte Anthropogonie im Buch Genesis: Die kosmogonisch orientierte, vermutlich jüngere Erzählung in Gen 1,1–2,3 (der Priesterschrift) stellt die Entstehung der Welt und der lebendigen Wesen aus einem anfänglichen Chaoszustand (Tohuwabohu) dar. Die Erschaffung des Menschen als Ebenbild Gottes bildet den Höhepunkt der Kosmogonie (Gen 1,26–28). Der folgende zweite, aber vermutlich ältere Schöpfungsbericht in Gen 2,4–25, erzählt, dass Adam aus Erde und Eva aus Adams Rippe erschaffen wurde. Er nimmt die Themen der herausgehobenen Stellung des Menschen gegenüber Gott, seiner Herrschaft über die Tiere wie auch der besonderen Beziehung von Mann und Frau auf und versetzt diese in das Land Eden „am Rand der Steppe“ in das dort befindliche Paradies. Dieses taucht auch in anderen Mythen als eine Art Schlaraffenland auf: Viele nichtorientalische Kosmogonien verlegen die Anthropogonie in einen Urgarten oder auf eine Urinsel. Gott erscheint hier vor allem als Gärtner, der das Land bewässert und das Leben bewahrt.

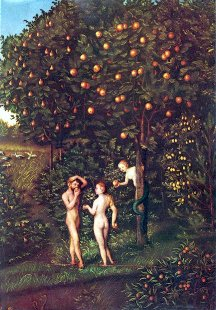
Der Garten Eden und der Sündenfall (Lucas Cranach der Ältere, 1530)

Philon von Alexandria begreift die erste Erzählung der Genesis in jüdisch-hellenistischer Tradition unter dem Einfluss der platonischen Idee einer vollständigen Trennung von geistiger und sinnlicher Welt als einen Bericht über die Entstehung des Menschen als Abbild der göttlichen Idee. Der zweite (historisch ältere) Bericht sei eine Beschreibung der Versetzung des Menschen in die sinnliche Welt.
Manche Anthropologen und Evolutionsbiologen sehen hingegen in der zweiten Schöpfungsgeschichte und in der Erzählung von der Vertreibung des Menschen aus dem Paradies (die ihn als sesshaften Ackerbauern zur „radikalsten Verhaltensänderung, die je eine Tierart auf diesem Planeten absolvieren musste“, zwang) eine Zeitrafferversion der Anthropogonie in Form einer kulturellen Evolution: Es handle sich um einen theologisch nur unvollständig von Spuren des Polytheismus gereinigten Nachklang altorientalischer Überlieferungen, die von den schmerzhaften Erfahrungen des Übergangs von einer Gesellschaft der Jäger und Sammler im einst wildreichen nacheiszeitlichen Mesopotamien hin zum mühsamen Ackerbau handeln. Derartige „zweistufige Anthropogonien“ sind nach Henrik Pfeifer typisch für den alten Orient; die zweite Stufe der Anthropogonie beschreibt die Mühen des Übergangs zur agrarischen Zivilisation. Der Garten ist die ernährungstechnisch und lebenspraktisch am einfachsten zu bewältigende Umwelt für die ersten Menschen, worauf schon im frühen 19. Jahrhundert Maurus Hagel hinwies, der daraus auf den Wahrheitsgehalt der biblischen Erzählung schließen wollte: Anders als der Ackerbau erfordere das Leben in einem Garten keine besonderen „Künste und Erfindungen“.
Der frühe Ackerbau hingegen war tatsächlich unproduktiver und riskanter als die Wirtschaftsform der Jäger und Sammler. Er war stets von Dürre bedroht und mit Proteinmangel und vielen durch die Siedlungsdichte bedingten Krankheiten verbunden. Die Hirtennomaden litten wiederum an Infektionen durch Tierkrankheiten. Unklar bleibt dabei jedoch, wie sich diese Erfahrung aus prähistorischer Zeit über Tausende von Jahren erhalten und den Autoren der zweiten Schöpfungsgeschichte der Genesis vermittelt haben soll. Van Schaik und Michel sprechen von „Kontrasterfahrungen“, die aus der Begegnung verschiedener Formen des Wirtschaftens resultieren.

## Die evolutionäre Rolle der Religion in der „zweiten Anthropogonie“
Mit dem radikalen Einschnitt der neolithischen Revolution, die mit der Sesshaftigkeit das Einzeleigentum an Produktionsmitteln und Ernteergebnissen und patriarchalische Tendenzen gebracht habe, verbinden viele Anthropologen und Evolutionsbiologen in Anlehnung an Émile Durkheim die Einführung einer monotheistischen, moralisch richtenden und kompromisslos (wenn auch zunächst oft das ganze Kollektiv und nicht nur den sündigen Einzelnen) strafenden göttlichen Instanz. In vielen Religionen erscheint der Zorn der anthropomorphen Götter völlig unverhältnismäßig und unberechenbar. Der Monotheismus mosaischer Prägung entwickelt jedoch zahlreiche komplexe moralische und Verhaltensregeln (Ex 34 und Lev 11–27), die die göttlichen Strafen berechenbar machen und Katastrophen abwehren sollen, sowie priesterliche Opferrituale zur Sühnung von Vergehen (Lev 1–7). Der monotheistische Gott wacht über die Einhaltung der komplexen gesellschaftlichen Normen, die unter den Bedingungen der permanenten Sesshaftigkeit erforderlich und von einer mächtigen Priesterschaft vermittelt werden. Dabei sei in der biblischen Anthropogonie die Erinnerung an die Beteiligung von Mutter- oder Fruchtbarkeitsgottheiten, die noch in der babylonischen Mythologie vorkommen, oder an die kanaanitische Meeresgöttin Aschera verschüttet (bzw. von den Redakteuren des Pentateuch zur Zeit des Babylonischen Exils sorgfältig eliminiert) worden. Auch die Bisexualität der göttlichen Demiurgen, ein wichtiges Element vieler Anthropogonien, kommt hier nicht vor. Die Bevorzugung der jüngsten Söhne, die in vielen Erzählungen der Bibel deutlich wird, wird auf die Bevorzugung der jeweils jüngsten Ehefrau in der zur Polygynie übergegangenen patriarchalischen Gesellschaft mit ihrem Überschuss an jungen unverheirateten Männern – meist Halbbrüdern – zurückgeführt. Diese Situation führt freilich oft zu zerstörerischen Auseinandersetzungen zwischen den Ehefrauen und vor allem den Söhnen, wie die Erzählung von der Ermordung Abels durch Kain zeigt.
In der von Katastrophenerfahrungen beeinflussten evolutionären Entwicklung religiöser Normen als Kooperation begünstigende Faktoren und ihrer Schutzwirkung gegen Seuchen und Folgen mangelnder Hygiene sehen Evolutionsbiologen einen wichtigen kulturellen „Schutzfaktor“. Die Religion mit ihren von Priestern verkündeten Normen bot Kausalerklärungen für sonst nicht erklärbare Katastrophenereignisse, und zwar jenseits des Glaubens an unberechenbare Geister, wodurch die Menschen angstfreier leben konnten (sog. „Schema der hinreichenden Ursache als Maxime der Kausalerklärung“). Die Androhung göttlicher Strafen für die Überschreitung der Normen zwang die Menschen außerdem zu kooperativem Verhalten (sog. Supernatural Punishment Hypothesis). Nach diesen Theorien wären religiöse Gefühle im Unterschied zum magischen Denken nicht zwingend genetisch verankert; ihre Entwicklung hätte aber einen Evolutionsvorteil geboten bzw. wäre selbst Ergebnis eines kulturell beeinflussten Selektionsprozesses gewesen.

## Anpassung von Anthropogonien in historischer Zeit
Auch in historischen Zeiten wurden Anthropogonien veränderten natürlichen und sozialräumlichen Bedingungen angepasst. So erfolgt in der Snorra-Edda des Snorri Sturluson (um 1220) die Schöpfung des ersten Menschenpaares aus Treibholz, einem der wertvollsten Rohstoffe im baumlosen Island. Hier haben sich Spezifika der natürlichen Umwelt in der Anthropogonie niedergeschlagen.

## Wissenschaftliche Kritik an Anthropogonien
Seit der Begründung der Elementenlehre durch Empedokles werden die Vorstellungen der Griechen vom Schöpfungsprozess nicht mehr von skulpturalen Leitbildern geprägt. Die griechische vorsokratische Medizin entwickelte im 5. und 4. Jahrhundert v. Chr. auch die ersten wissenschaftlichen Hypothesen über die Ontogenese des Menschen, so vor allem der Verfasser der Schrift De Carnibus („Über das Fleisch“) im Corpus Hippocraticum über die Entstehung der Körperteile und Organe. Hingegen blieben die anthropogonistischen Vorstellungen seit dem Mittelalter durch die Erzählung der Genesis geprägt.
Zur Zeit der Aufklärung trat die Analogie zwischen der Anthropogonie und der individuellen Entwicklung – und zwar zunächst in kultureller, nicht in biologischer Hinsicht – in den Blick. Die Analogie zwischen der Entwicklung des menschlichen Verstandes vom Kind zum Erwachsenen einerseits und jener der Kultur von den „wilden“ zu den zivilisierten Völkern andererseits war zunächst nur eine heuristische Idee, führte jedoch zu einer fruchtbaren Verschränkung von Anthropologie bzw. Psychologie und Kulturgeschichte.
Für Kant diente die alttestamentliche Erzählung nur als Unterlage einer Darstellung der moralischen Entwicklung des Menschengeschlechts aus dem Zustand der "Rohigkeit" eines "bloß tierischen", vom "Gängelwagen" des Instinkts geleiteten Geschöpfs zur Leitung der Vernunft, aus der "Vormundschaft der Natur" in den "Stand der Freiheit".
Seit Ende des 18. Jahrhunderts forschte man nach Aussagen in der biblischen Kosmogonie und Anthropogonie, die mit dem damaligen Stand der Wissenschaft vereinbar erschienen oder sich wenigstens als plausible Metaphern für reale Ereignisse interpretieren ließen. So kritisierte Herder die Kantsche Position, dass der Mensch alles aus sich selbst hervorbringen solle; er hielt einiges aus der biblischen Anthropogenie für wahr, weil es mit den damaligen Einsichten in die historischer Gewordenheit der Tier- und Pflanzenwelt korrespondierte.

„Sollte der Mensch die Krone der Schöpfung sein, so konnte er mit dem Fisch oder dem Meerschleim nicht eine Masse, einen Tag der Geburt, einen Ort und Aufenthalt haben. Sein Blut sollte kein Wasser werden; die Lebenswärme der Natur mußte also so weit hinaufgeläutert, so fein essentiiert sein, daß sie Menschenblut rötete. Alle seine Gefäße und Fibern, sein Knochengebäude selbst sollte von dem feinsten Ton gebildet werden, und da die Allmächtige nie ohne zweite Ursachen handelt, so mußte sie sich dazu den Stoff in die Hand gearbeitet haben. [...] Das Ammonshorn war eher da als der Fisch; die Pflanze ging dem Tier voran, das ohne sie auch nicht leben konnte; der Krokodil und Kaiman schlich eher daher, als der weise Elefant Kräuter las und seinen Rüssel schwenkte.“

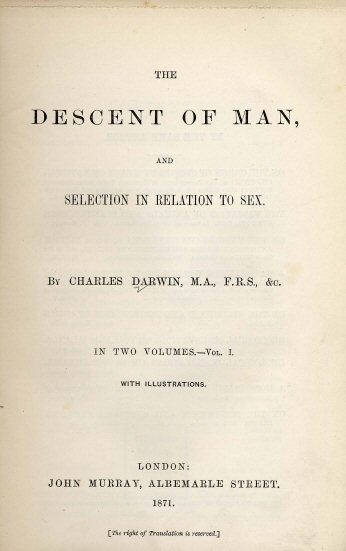
Charles Darwin: The Descent of Man (1871), Titelseite. Innerhalb eines Monats wurden 4500 Exemplare dieses Buches gedruckt.

Je geringer der Abstand zwischen Menschen und Affen aus biologischer Perspektive erschien, desto mehr wuchsen die Zweifel an der biblischen Datierung der Entstehung der Erde und des Menschen und desto entbehrlicher wurde die Vorstellung eines göttlichen Schöpfers. So suchten seit den 1820er Jahren immer mehr Naturwissenschaftler den Ursprung des Menschen in den Affenarten. Die Verfechter einer göttlichen Anthropogonie versuchten hingegen, den großen Abstand zwischen Tierwelt und (europäischen) Menschen zu betonen und dadurch das von der Bibel angegebene Schöpfungsdatum entgegen den damals neuen geologischen Erkenntnissen über das hohe Alter der Erde zu retten. Doch ließen fossile Schädelfunde und ethnologische Studien bald eine große Varianz der menschlichen Gestalt erkennen. Daher setzte Johann Erich von Berger, eigentlich ein Vertreter der Auffassung, dass sich das Höhere aus dem Niederen entwickelt habe, mehrere isolierte Urstämme als Ursprünge der menschlichen Rassen an und sprach vom weißen „Lichtmenschen“ als der Rasse der zuerst geschaffenen „edelsten Geschöpfe“, während die später geschaffenen Rassen „fast bis zum Affen“ zurücksinken – eben durch „Nachäffung“.
Mit der Rezeption der Arbeiten Charles Darwins und der Verbreitung der Evolutionstheorie gegen teils heftige Widerstände geriet der Begriff der Anthropogonie außer im theologischen Kontext und im Zusammenhang der Mythenforschung außer Gebrauch. Doch noch Ernst Haeckel nannte seine Darstellung der menschlichen Evolution, die die Entwicklung der ontogenetischen „Bildungsstufen“ des Embryos im Vergleich mit anderen Säugetieren einschließt, „Anthropogenie“. Für ihn war die Ontogenese, also die embryonale Entwicklung, die „Rekapitulation“ der Stammesgeschichte.